# Бабсак і Кусек
«Бабсак і Кусек» (башк. «Бабсаҡ менән Күсәк») — башкирський епос, пам'ятка усної народної творчості. Оповідає про суперництво башкирських племен кипчаків і бурзян.

## Опис
Композиційно башкирський епос «Бабсак і Кусек» належить до заключного епічного сказання з трилогії, продовжує епічну спадщину епосів «Урал-батир» і «Акбузат». Як їхнє продовження, епос «Бабсак і Кусек» фіксує народну традицію послідовності розвитку історичних подій, які, можливо, мають реальний стосунок до історії Південного Уралу.
Башкирський епос «Бабсак і Кусек» поширений у двох версіях — кипчацькій (під назвою «Кусяк-бий») і бурзянській (під назвами «Бабсак-бий і Карагулумбет-бий»), які відрізняються протилежною інтерпретацією образів головних героїв оповіді — Бабсак-бія, батира кипчацького роду, і Каракулумбет-бія, батира бурзянського роду.
У 1916 році С. М. Мухаметкуловим була вперше записана кипчацька версія оповіді в поселенні Верхнеіткулово Орського повіту (за іншими даними — на основі «Шежере племені Карагай-Кипчак»). Існує в віршовано-прозовій формі. Інші варіанти кипчацької версії (під назвами «Киссаи Кусяк-бий», «Кыпсак і Кусяк» і т. д.) були записані А. Ісмагіловим, М. А. Бурангуловим, Л. М. Лебединським, С. Ф. Міржановою, М. М. Сагітовим, Г. Салямом, А. М. Сулеймановим та ін.
У 1939 році Алі Карнай вперше записав бурзянську версію епічного твору в поселенні Старосубхангулово Бурзянського району Башкирської АРСР. Існує в прозовій формі. Інші варіанти бурзянської версії (під назвами «Масим-хан», «Туйгун-бий» тощо) були записані Г. Амірі, Г. Салямом, Н. Д. Шункаровим та ін.
Близько 30 варіантів епосу зберігаються в Науковому архіві УНЦ РАН.

## Сюжет
У башкирському епосі «Бабсак і Кусек» відображені далекі реальні історичні події, а саме: військове суперництво башкир з племені Бурзян з кипчаками, які переселялися на Південний Урал з Алтаю. У багаторічному протистоянні (з VII до XIII ст.), бурзяни програли кипчакам.
У фольклорному творі описується життя і побут башкирів під владою хана Масима, правителя союзу дванадцяти башкирських племен; боротьба народу з величезним небаченим звіром, який напав на ханство.
Згідно з кипчацькою версією, Бабсак-бій вбиває «звіра», а Каракулумбет-бій, вирішив привласнити його славу: стверджує, що героєм є він — але не довівши це, вбиває батира кипчацького роду. Згідно з бурзянською версією, в сутичці зі «звіром» переможцем був Каракулумбет-бій.
Подальші події, що відбувалися в епосі, відображаються в обох версіях приблизно однаково. Після вбивства Бабсак-бія та інших представників кипчацького роду, Каракулумбет-бій одружується на вагітній дружині Бабсака, у якої народжується від нього син — Кусек-бій. Він, коли подорослішав, дізнався про загибель рідного батька від матері і щоб помститися, вбиває Каракулумбета і весь його рід. У живих залишається лише один хлопчик від якого і відроджується бурзянський рід. З останнім пов'язують появу нової версії походження етноніма «бурзянин» (з башк. «бер йән» — «єдина душа»). Дії героя Кусек-бія в епосі оцінюються двояко: з одного боку визнається правосудність каримти, а з іншого — його звинувачують у жорстокості й люті.
Закладений в обох версіях оповіді ідейний зміст однаковий: про неприпустимість міжусобних воєн і заклик до об'єднання башкирських родів.